# Else Schwenk-Anger
Else Schwenk-Anger, geborene Anger (* 1936 in Alpirsbach) ist eine deutsche Kinderbuch-Autorin, Verlegerin und Trägerin des Bundesverdienstkreuzes am Bande. Sie ist außerdem Gründerin und Vorsitzende des Vereins „Kinder-Reigen e.V.“, der sich für Waisenkinder in Rumänien engagiert.

## Leben
Else Anger wuchs mit fünf Geschwistern in Alpirsbach auf. Nach einer kaufmännischen Ausbildung arbeitet sie unter anderem im elterlichen Obst- und Gemüsegeschäft. 1964 heiratete sie Werner Schwenk, Bauunternehmer und späterer Bürgermeister von Ehlenbogen bei Alpirsbach, mit dem sie drei gemeinsame Kinder aufzog.
Neben der kaufmännischen Arbeit für das Baugeschäft ihres Mannes gründete und führte sie zwischen 1970 und 1990 drei Kunstgewerbe-Läden in Alpirsbach, Loßburg und Dornstetten sowie eine Töpferei in Ehlenbogen.
Mehrere Verlage lehnten die Veröffentlichung der ursprünglich für ihre eigenen Kinder gefertigten Bilderbücher „Tao“ und „Eulalia“ ab. So ließ Else Schwenk-Anger 1980 das Bilderbuch „Eulalia“ drucken und stellte es auf der Frankfurter Buchmesse aus, bei welcher 5000 Buchvorbestellungen eingingen. Sie gründete den „ESA-Verlag“, in dem neben „Eulalia“ weitere ihrer Bilderbücher in mehreren Auflagen erschienen: 1981 „Eine wundersame Nacht“, 1982 „Tao, der kleine Rabe“ (in elf Auflagen erschienen), 1983 „Ulla: Band I und Band II“, 1984 „Nur eine kleine Ameise“, 1985 „Vom Bäumlein“, 1986 „Stolperspinnlein“, 1987 „Igelkinder“, 1989 „Lilli“, 1990 „Felix und sein Hut“, 1992 „Das Goldstück“. Die Bücher und Texte von ihr werden nach wie vor bei vielen Aufführungen in Kindergärten und Schulen sowie bei Predigten und Pfarrfesten eingesetzt.
Da der ESA-Verlag sie und ihren Ehemann zwischenzeitlich komplett in Anspruch nahm, gaben sie Ende der 1980er-Jahre zwei der Kunstgewerbe-Läden und das Baugeschäft auf.
1990 gründete sie den Spielzeugladen „Kinder-Reigen e.V.“ in Alpirsbach, dessen Erlös Waisenkindern zugutekommen sollte. Als 1991 die Bilder über menschenunwürdige Zustände in rumänischen Waisenhäusern um die Welt gingen, fuhr Else Schwenk-Anger mit dem Arbeiter-Samariter-Bund Würzburg zum Waisenhaus in Lipova/Rumänien, um finanziell zu helfen. Seitdem gingen viele Jahre lang Hilfsgütertransporte dorthin. Sie gründete 1992 das Hilfsprojekt "Hora Copiilor" in Rumänien, um dort für ihr Hilfsprojekt Kinder-Reigen e.V. Grundstücke erwerben zu können. Mit den über Kinder-Reigen e.V. gesammelten Spenden kaufte und renovierte sie Familienhäuser in der Stadt Lipova, in denen die Waisenhaus-Kinder in die Obhut von Pflegeeltern kamen. Außerdem gründete sie eine Sonderschule, eine Arzt- und Zahnarztpraxis und ein Haus für aidskranke Kinder.
Der Kinder-Reigen e.V. gründete in den Folgejahren in Lipova weitere Einrichtungen: Ein Haus für Jugendliche (Betreutes Wohnen), eine Lehrlingswerkstatt und einen Fertigungsbetrieb, ein Altenheim sowie ein Therapiezentrum für behinderte Kinder und Jugendliche. Das frühere Waisenhaus Lipova wurde am 1. Januar 1999 geschlossen. Über 100 Kinder aus diesem Waisenhaus fanden in den Kinder-Reigen-Familienhäusern ein Zuhause. Die Gründerin Else Schwenk-Anger ist nach wie vor erste Vorsitzende des Gesamtprojekts „Kinder-Reigen e.V./Hora Copiilor“ und arbeitet dort ehrenamtlich. Der bundesweit bekannte Verein Kinder-Reigen e.V. wird von vielen Seiten auch mit Veranstaltungen unterstützt.
Für ihr ehrenamtliches Wirken wurde Else Schwenk-Anger 1995 die Verdienstmedaille des Landes Baden-Württemberg verliehen. Ein Jahr später wurde sie zur Ehrenbürgerin der Stadt Lipova/Rumänien ernannt. Am 19. Februar 2016 wurde sie mit dem Bundesverdienstkreuz am Bande geehrt.
Sie ist eine Gewinnerin des nicht kommerziellen Biografie-Wettbewerbs 2010 „Was für ein Leben“, ausgerichtet u. a. vom Deutschen Historischen Museum in Berlin. Der Preis für die Gewinnerin war die 45-minütige dokumentarische Verfilmung ihrer Lebensgeschichte.
Ihre Autobiographie „Aus meinem Leben - muss sei!“ veröffentlichte sie im Jahr 2014. Die Lebensgeschichte über ihr Wirken für die rumänischen Waisenkinder verarbeitete sie im gesellschaftskritischen Musiktheaterstück „Apovilya“, das im Dezember 2015 uraufgeführt wurde.

## Ehrungen und Preise
- 2016 Bundesverdienstkreuz am Bande[17]
- 2010 Gewinnerin des Biografie-Wettbewerbs „Was für ein Leben“
- 2010 Beschilderung Flößerpfad Kinzigtal nach Schwenk-Angers Buch „Felix und sein Hut“[18]
- 1996 Ernennung zur Ehrenbürgerin der Stadt Lipova in Rumänien
- 1995 Verdienstmedaille des Landes Baden-Württemberg[19]

## Wichtige Werke
- Aus meinem Leben – muss sei!, Alpirsbach Autobiografie, 2014, ISBN 3-927560-17-0
- Eulalia, Alpirsbach 1. Auflage 1980, Alpirsbach 4. Auflage 1984 ISBN 3-9800504-0-8
- Tao, Alpirsbach 1. Auflage 1982 ISBN 3-9800504-2-4, Spangenberg Neuauflage 2014 ISBN 978-3-930038-44-2
- Eine wundersame Nacht, Alpirsbach 1. Auflage 1981, ISBN 3-9800504-1-6
- Ulla, Alpirsbach 1. Auflage 1983/1984 (mehrteilig), ISBN 3-9800504-3-2
- Nur eine kleine Ameise, Alpirsbach 1. Auflage 1984, ISBN 3-9800504-5-9
- Vom Bäumlein, das andere Blätter hat gewollt, Alpirsbach 1. Auflage 1985, ISBN 3-9800504-6-7
- Stolperspinnlein, Alpirsbach 1. Auflage 1986, ISBN 3-9800504-7-5
- Igelkinder, Alpirsbach 1. Auflage 1987. ISBN 3-9800504-8-3
- Lilli, Alpirsbach 1. Auflage 1988, ISBN 3-9800504-9-1
- Felix und sein Hut, Alpirsbach 1. Auflage 1990, ISBN 3-927560-11-1
- Das Goldstück, Alpirsbach 1. Auflage 1993, ISBN 3-927560-12-X